# Destination X
Ne doit pas être confondu avec Destination X (émission de télévision).

Logo de Destination X depuis 2011

Logo de Destination X de 2009 à 2010

Destination X est un spectacle de catch en public diffusé à la télévision en paiement à la séance et produit par la Total Nonstop Action Wrestling qui se déroule chaque année au mois de mars. En 2011 le pay-per-view sera diffusé en juillet à la place de Victory Road (2011)

## Historique

### 2005
- Pré-Show match: Chris Candido et Andy Douglas défait Lex Lovett et Buck Quartermain (7:58)
- Pré-Show match: Kid Kash et Lance Hoyt défait Cassidy Riley et Jerrelle Clark (8:45)
- Team Canada (Petey Williams, Eric Young, Bobby Roode et A-1) (avec Coach D'Amore et Johnny Devine) a battu Le 3Live Kru (Konnan et Modèle:BG James) et America's Most Wanted (Chris Harris et James Storm) dans une Eight Man Tag Team match (8:53)
- Chris Sabin bat Chase Stevens (avec Chris Candido et Andy Douglas) (6:18)
- Dustin Rhodes bat Raven (6:10)
- The Disciples of Destruction (Don et Ron Harris) (avec Traci) battent Phi Delta Slam (Bruno Sassi et Big Tilly) (avec la Trinité) (10:18)
- Monty Brown bat Ryan Wilson dans un Falls Count Anywhere match (5:26)
- Jeff Hardy bat Abyss (15:48)
- Monty Sopp bat Kevin Nash dans un first Blood match (11:20)
- Christopher Daniels bat AJ Styles, Ron Killings et Elix Skipper pour gagner le TNA X Division Championship (25:19)
- Jeff Jarrett bat Diamond Dallas Page pour conserver le NWA World Heavyweight Championship (21:40)

### 2007
- The Latin American Xchange (Homicide et Shawn Hernandez) (avec Konnan) ont battu Team 3D (Brother Ray et Brother Devon) (avec Johnny Rodz) dans un ghetto Brawl (14:49)

Homicide favoris Devon après Alex Shelley frappé Devon avec une caméra et puis un Frog Splash à travers une table.
- James Storm et Jacqueline Moore ont battu Petey Williams et Gail Kim dans un match Bullrope Double (07:52)
- Senshi bat Austin Starr dans un match Chickenwing Crossface (11:09)
  - Senshi forcé Starr à soumettre à la Chickenwing Crossface.
  - Après le match, Starr attaqué Bob Backlund (qui était venu à bord du ring pendant le match) et le plaça dans le Chickenwing Crossface.
- The Voodoo Kin Mafia (BG James et Kip James) battent The Heartbreakers (Antonio Thomas et Romeo Roselli) (avec Christy Hemme) (09:02)
  - BG a effectué le tombé Antonio après un Slam Pumphandle.
- Chris Sabin (c) bat Jerry Lynn dans un deux de trois chutes match pour conserver le TNA X Division Championship (12:18)
  - Lynn a effectué le tombé Sabin après un Tornado DDT (05:51)
  - Sabin a effectué le tombé Lynn en s'aidant des cordes de levier (08:51)
  - Sabin a effectué le tombé Lynn avec le Cradle Shock après la distraction d'un homme masqué (12:18)
  - Après le match, l'homme masqué (Christopher Daniels) a frappé le Angel's Wings sur Sabin et frapper avec le Titre X Division de Lynn.
- Rhino bat AJ Styles dans un match Elevation X (09:05)
  - Rhino a frappé au large de la structure Styles de gagner.
- Kurt Angle bat Scott Steiner (12:42)
  - Angle a effectué le tombé après un Steiner Sunset Flip sur le haut-corde.
- Sting bat Abyss dans un match Last Rites (10:41)
  - Sting a gagné le match après avoir mis Abyss dans le cercueil et de fermer le couvercle.
- Christian Cage (c) défait Samoa Joe pour conserver le NWA World Heavyweight Championship (17:57)
  - Cage a effectué le tombé sur Joe après retournement tandis que dans le Coquina Clutch et en utilisant les cordes.

### 2008
Destination X 2008 s'est déroulé pour la première fois en dehors de l'Impact Zone mais au Norfolk Scope en Virginie le 9 mars 2008.
| #    | Résultats | Stipulations                                                               | Temps |
| ---- | --- | -------------------------------------------------------------------------- | ----- |
| Dark | Roxxi Laveaux bat Angelina Love | Match simple                                                               | n/a   |
| 1    | LAX (Homicide et Hernandez) (avec Salinas) battent Motor City Machine Guns (Chris Sabin et Alex Shelley) et The Rock 'n Rave Infection (Lance Hoyt et Jimmy Rave) (avec Christy Hemme) | Tag Team pour devenir aspirant numéro 1 au TNA World Tag Team Championship | 10:28 |
| 2    | Jay Lethal (c) bat Petey Williams (avec Rhaka Khan) | Match simple pour le TNA X Division Championship                           | 11:41 |
| 3    | Kaz et Eric Young battent Black Reign and Rellik | Tag Team match                                                             | 10:03 |
| 4    | Awesome Kong (c) (avec Raisha Saeed) bat Gail Kim et O.D.B. | 3-Way match pour le TNA Women's Knockout Championship                      | 11:33 |
| 5    | Curry Man et Shark Boy battent Team 3D (Brother Ray et Brother Devon) (avec Johnny Devine)                                                                                             | Fish Market Street Fight                                                   | 13:12 |
| 6    | Robert Roode (avec Payton Banks) bat Booker T (avec Traci Brooks). | Stand By Your Man Strap Match                                              | 7:56  |
| 7    | Rhino bat James Storm (avec Ms. Jacqueline) | Elevation X match                                                          | 13:18 |
| 8    | The Unlikely Alliance (Samoa Joe, Kevin Nash, et Christian Cage) attent The Angle Alliance (Kurt Angle, A.J. Styles and Tomko)                                                         | Six Man Tag Team match                                                     | 12:29 |

### 2011
Retour du ring à six côtés